# Cortez the Killer
Cortez the Killer ("Cortés l'assassino") è un brano musicale composto ed interpretato dal musicista canadese Neil Young, contenuto nel suo album del 1975 Zuma. La traccia venne registrata dalla backing band di Young, i Crazy Horse, e si è piazzata alla posizione numero 39 nella classifica "100 Greatest Guitar Solos" della rivista Guitar World e alla posizione 321 nella lista delle 500 migliori canzoni di sempre redatta dalla rivista Rolling Stone.

## Il brano
Neil Young ha dichiarato nel corso di un concerto che scrisse il brano mentre studiava storia alle scuole superiori a Winnipeg. Secondo quanto riferito nelle note alla canzone scritte da Young per l'inclusione nella compilation Decade, la canzone venne messa al bando in Spagna ai tempi della dittatura di Francisco Franco.

### Testo e significato

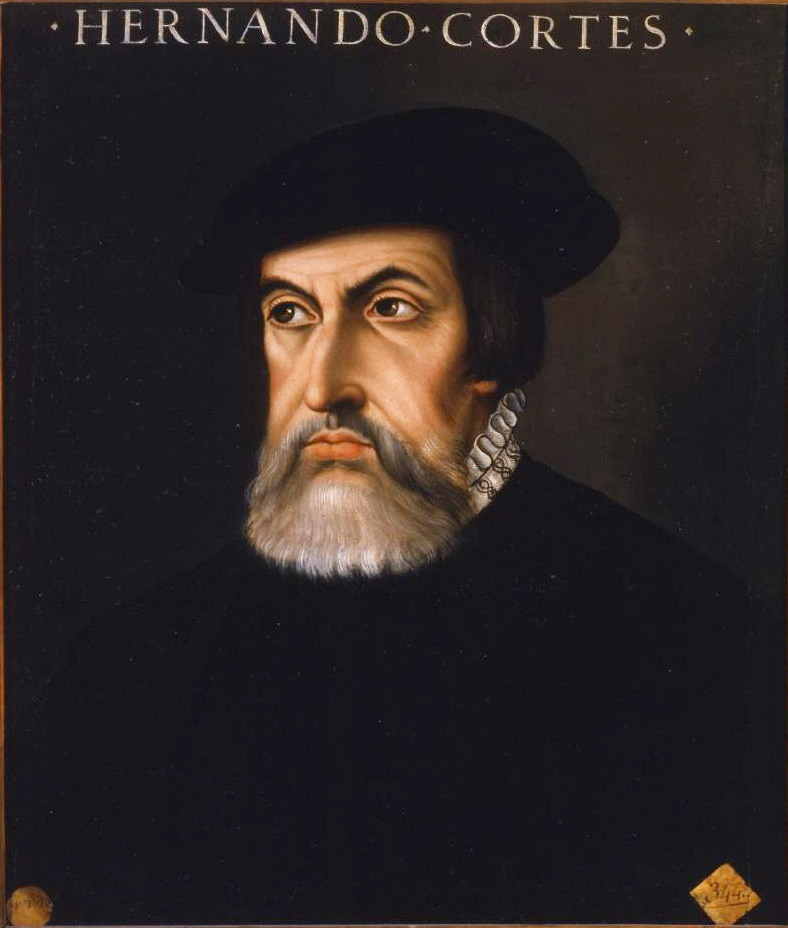
Hernán Cortés

La canzone nomina Hernán Cortés, un conquistador spagnolo che sottomise il Messico nel sedicesimo secolo, che nel brano viene definito uno spietato assassino. Cortez the Killer fa inoltre riferimento al Re azteco Montezuma II e ad altri eventi avvenuti nel corso della cruenta conquista spagnola del Sud America.
Invece di descrivere le battaglie di Cortés contro gli Aztechi, il testo della canzone passa improvvisamente dalla terza alla prima persona singolare, facendo riferimento a una donna ignota: «And I know she's living there / And she loves me to this day. / I still can't remember how / or where I lost my way» ("E so che lei vive lì / E lei mi ama ancora oggi. / Non riesco ancora a ricordare come / o dove ho perso la mia strada"). Il testo suggerisce, quindi, una storia d'amore e introduce una visione personale ai fatti storici narrati nella traccia, come se esistesse una connessione tra le relazioni amorose finite e la violenza dell'invasione imperialista. All'epoca Young si era da poco lasciato con l'attrice Carrie Snodgress.

### Composizione
Come altre tracce presenti nell'album Zuma, la canzone possiede una struttura free-form che ben si adatta a lunghe disgressioni strumentali. Il cantato inizia solo a partire dal minuto 3:23. Viene prima delineata la figura negativa di "Cortés e dei suoi galeoni pieni d'armi" alla conquista del nuovo mondo. Lì vive Montezuma, imperatore degli Aztechi, inconcepibilmente ricco e pieno di speranza, ma condannato a soccombere alla violenza del processo storico in atto.
È inoltre importante far notare come il brano sfumi dopo circa sette minuti e mezzo, poiché (secondo quanto raccontato dal padre di Young nel libro Neil and Me) un circuito elettrico era saltato, causando un guasto alla console del mixer. Oltre a perdere il resto dell'incisione strumentale, andò persa anche l'ultima strofa della canzone. Quando il produttore David Briggs riferì la brutta notizia dell'accaduto alla band, Young replicò: «Tanto non mi era mai piaciuta quella strofa».

## Cover
La semplice struttura degli accordi della canzone si presta bene a lunghe disgressioni che sfociano in lunghe jam session, e in questa forma il brano è stato reinterpretato da svariati artisti. Fra i tanti ricordiamo: Dave Matthews Band con Warren Haynes, Built to Spill, Slint, The Church, The Drones, Pearl Jam, Gov't Mule, Matthew Sweet, Widespread Panic, Scott Kelly & Bruce Lamont, Marissa Nadler, Grace Potter & The Nocturnals, David Rawlings, Cowbois Rhos Botwnnog, Jim Jarmusch, Bradford Cox, The Cult e Randy Randall.